# Квантовый ластик с отложенным выбором
Квантовый ластик с отложенным выбором — интерференционный эксперимент, впервые выполненный Юн-Хо Кимом, Р. Юу, С. П. Куликом, Й. Х. Ши и Марланом О. Скалли и опубликованный в начале 1999 года, развивший идею эксперимента с квантовым ластиком, в который включены концепции, рассмотренные в эксперименте Уилера с отложенным выбором. Эксперимент был разработан для исследования специфических последствий известного двухщелевого опыта в квантовой механике, а также последствий квантовой запутанности.
Квантовый ластик с отложенным выбором исследует следующий парадокс: Если фотон ведет себя так, как прошедший к детектору по одному из возможных путей, тогда «здравый смысл» (который Уилер и другие подвергают сомнению) говорит, что он должен был пройти двухщелевое устройство в виде частицы. Если же фотон ведет себя так, как прошедший через два неразличимых пути, то он должен был пройти двухщелевое устройство как волна. Если же изменить экспериментальную установку в момент времени, когда фотон находится в пути, то фотон должен изменить свое первоначальное «решение» относительно того, быть ли ему волной или частицей. Уилер указал, что, если эти предположения применить к устройству космических размеров, то решение о наблюдении фотона, принятое в последнюю минуту на Земле, может изменить ранее принятое решение, которое было сделано миллионы или даже миллиарды лет назад.
Ситуация, когда измерения, проведенные на фотонах в настоящем, могут менять уже свершившиеся события, требует нестандартного представления о квантовой механике. Если летящий фотон интерпретируется как находящийся в так называемом «состоянии суперпозиции», то есть, если он понимается как нечто, что может проявить себя в виде частицы или волны, то в полете он не находится ни в одном из двух состояний, а значит нет и временного парадокса. Это стандартное представление, которое подтверждается последними экспериментами.

## Введение
В базовом эксперименте с двумя щелями луч света (обычно от лазера) направлен перпендикулярно к стене, в которой есть два параллельных щелевых отверстия. Если проекционный экран (что угодно, от листа белой бумаги до ПЗС) будет помещён с другой стороны от стенки с двойной щелью, будет наблюдаться изображение из светлых и темных полос, которое называется интерференционной картиной. Обнаружено, что другие объекты атомного масштаба, например электроны, проявляют то же самое поведение при стрельбе через двойную щель. Можно так уменьшать яркость источника, что станет возможно различать отдельные частицы, которые образуют интерференционную картину. Появление интерференционной картины говорит о том, что каждая частица, проходящая через щели, интерферирует сама с собой, и поэтому в некотором смысле частица проходит одновременно через обе щели:110. Такая идея противоречит нашему повседневному опыту работы с дискретными объектами.
Хорошо известный мысленный эксперимент, сыгравший критически важную роль в истории квантовой механики (например, см. обсуждение Эйнштейновской версии этого эксперимента), продемонстрировал, что если детекторы частиц расположить на щелях так, чтобы выяснить, через какую щель проходит фотон, то интерференционная картина исчезает. Этот эксперимент с выявлением пути иллюстрирует принцип дополнительности, согласно которому фотоны могут вести себя или как частицы или как волны, но не оба варианта одновременно. Однако технически выполнимые способы реализации этого эксперимента не существовали до 1970-х годов.
Следовательно, информация о пути и видимость интерференционных полос являются дополнительными величинами. В двухщелевом эксперименте общепринятая точка зрения заключалась в том, что наблюдение частиц неизбежно нарушало их настолько, что интерференционная картина разрушалась в результате принципа неопределенности Гейзенберга.
Однако в 1982 году в этой интерпретации Скалли и Дрюль нашли лазейку. Они предложили «квантовый ластик» для получения информации о пути без рассеивания частиц или, другими словами, вводя в них неконтролируемые фазовые факторы. Вместо того, чтобы пытаться наблюдать, какой фотон входит в какую щель (мешая им таким образом), они предложили «пометить» их информацией, которая позволила бы различить фотоны после прохождения через щели. И интерференционная картина действительно исчезает при такой маркировке фотонов. Однако интерференционная картина появляется снова, если с целью скрытия маркировки пути проводятся дополнительные манипуляции с информацией о пути после того, как отмеченные фотоны прошли через двойную щель. Начиная с 1982 года многочисленные эксперименты продемонстрировали доказательства так называемого квантового «ластика».

### Простой эксперимент с квантовым ластиком
Простую версию квантового ластика можно описать следующим образом: вместо того, чтобы расщеплять один фотон или его волну вероятности между двумя щелями, фотон пропускается через светоделитель. С точки зрения потока фотонов, каждый фотон направляется таким светоделителем случайно по одному из двух путей, и, таким образом, фотоны защищены от взаимодействия друг с другом, и может показаться, что ни один фотон не сможет проинтерферировать ни с собой, ни с другими.
Однако, если частота испускания фотонов уменьшается до уровня, когда в один момент времени только один фотон входит в прибор, становится непонятно каким образом фотон движется только по одному из путей, потому что когда пути выводят на общий детектор или детекторы, то появляются интерференция. Это похоже на поведение одного фотона в двухщелевом приборе: даже если это один фотон, он все равно каким-то образом взаимодействует с обеими щелями.

Рис 1. Эксперимент, показывающий отложенное определение пути фотонов

На двух диаграммах на рис. 1 фотоны испускаются из лазера, обозначенного жёлтой звездой, по одному. Они проходят через 50 % светоделитель (зелёный блок), который половину фотонов отражает, а другую пропускает без отражения. Отражённые и прошедшие фотоны движутся по двум разным путям, обозначенным красными и синими линиями.
На верхней диаграмме кажется, что нам известны траектории фотонов: если фотон выходит из прибора вверх, кажется, что он прошёл по синему пути, а если он выходит вбок, то кажется, он прошёл по красному пути. Однако важно помнить, что до детектирования фотон находится в суперпозиции путей. Вышеупомянутое предположение о том, что он должен был пройти по одному из путей, является «ошибкой разделения».
На нижней диаграмме справа вверху добавлен второй светоделитель. Он объединяет лучи, соответствующие красному и синему путям. При введении второго светоделителя удобно представлять, что информация о пути была «стёрта» — однако мы должны быть внимательны, поскольку нельзя предположить, что фотон «действительно» прошёл по тому или иному пути. Повторное объединение лучей приводит к возникновению интерференции на детекторных экранах, расположенных сразу за каждым из выходов. В правой части наблюдается усиление, а в верхней части — ослабление. Однако важно помнить, что показанные эффекты интерферометра применимы только к одному фотону в чистом состоянии. При работе с парой запутанных фотонов фотон, встречающийся с интерферометром, будет находиться в смешанном состоянии, и таким образом не будет видимой интерференционной картины без подсчёта совпадений, нужных для выбора соответствующих подмножеств данных.

### Отложенный выбор
Элементарные предшественники современных экспериментов с квантовым ластиком, такие как «простой квантовый ластик», описанный выше, имеют простые классические волновые объяснения. Действительно, можно утверждать, что в этом эксперименте нет ничего особенно квантового. Тем не менее Джордан на основе принципа соответствия утверждал, что, несмотря на существование классических объяснений, эксперименты с интерференцией первого порядка, такие как приведенные выше, можно интерпретировать как истинные квантовые ластики.
Эти предшественники используют однофотонную интерференцию. Однако версии квантового ластика, использующие запутанные фотоны, изначально неклассичны. Из-за этого, чтобы избежать любой возможной двусмысленности относительно квантовой и классической интерпретации, большинство экспериментаторов решили использовать неклассические источники света с запутанными фотонами для демонстрации квантовых ластиков без классического аналога.
Кроме того, использование запутанных фотонов позволяет проектировать и реализовывать версии квантового ластика, которых невозможно достичь с помощью однофотонной интерференции, такие как квантовый ластик с отложенным выбором, который и является темой данной статьи.

## Эксперимент Кимаи соавт.(1999)

Рис 2. Схема эксперимента с квантовым ластиком с отложенным выбором Кима и соавт. Детектор D_{0} является подвижным

На рис.2 изображена экспериментальная установка, подробно описанная Кимом и его соавторами Юу, Куликом, Ши, Марланом и Скалли.. Аргоновый лазер генерирует отдельные 351,1нм фотоны, которые проходят через двухщелевую установку (вертикальная чёрная линия в левом верхнем углу диаграммы).
Отдельный фотон проходит через одну (или обе) из двух щелей. На иллюстрации траектории фотонов имеют цветовое обозначение в виде красных или светло-голубых линий, чтобы указать, через какую щель прошел фотон (красный цвет обозначает щель A, светло-синий — щель B).
Пока что эксперимент похож на обычный эксперимент с двумя щелями. Однако после щелей используется спонтанное параметрическое преобразование с понижением частоты (SPDC) для подготовки запутанного двухфотонного состояния. Это делается с помощью нелинейного оптического кристалла BBO (бета-бората бария), который преобразует фотон (из любой щели) в два идентичных, ортогонально поляризованных запутанных фотона с половинной частотой исходного фотона. Пути, по которым идут эти ортогонально поляризованные фотоны, определяются призмой Глана-Томпсона.
Один из этих 702,2нм фотонов, называемый «сигнальным» фотоном (см красные и светло-голубые линии, идущие вверх от призмы Глана-Томпсона), продолжает двигаться до целевого детектора под названием D0, при этом расстояние от щелей до D0 меньше чем до светоделителей BSa и BSb. Во время эксперимента детектор D0 сканируется вдоль своей оси x, его движение контролируются шаговым двигателем. Можно изучить график количества «сигнальных» фотонов, обнаруженных детектором D0 относительно x для определения, формирует ли интерференционную картину совокупный сигнал.
Другой запутанный фотон, называемый «холостым» фотоном (см красные и голубые линии, идущие вниз от призмы Глана-Томпсона), отклоняется призмой PS, которая направляет его по расходящимся путям в зависимости от того, из какой щели (A или B) он пришёл.
Где-то после разделения пути, холостые фотоны попадают в светоделители BSa, BSb и BSc, каждый из которых имеет 50 % -ную вероятность пропуска холостого фотона и 50 % -ную вероятность его отражения. Ma и Mb являются зеркалами.

Рисунок 3. Ось X: положение D_{0}. Ось y: объединённая частота обнаружения между D_{0} и D_{1}, D_{2}, D_{3}, D_{4} (R_{01}, R_{02}, R_{03}, R_{04}). R_{04} не указан в статье Кима и поставляется в соответствии с их устным описанием

Рисунок 4. Имитация записи фотонов, совместно обнаруженных между D_{0} и D_{1}, D_{2}, D_{3}, D_{4} (R_{01}, R_{02}, R_{03}, R_{04})

Светоделители и зеркала направляют холостые фотоны к детекторам, обозначенным D1, D2, D3 и D4. Обратите внимание, что:
- Если на детекторе D3 регистрируется холостой фотон, он может поступить только из щели B.
- Если на детекторе D4 регистрируется холостой фотон, он может поступить только из щели A.
- Если на детекторе D1 или D2 обнаружен холостой фотон, он мог поступить из щели A или B.
- Длина оптического пути, измеренная от щели до D1, D2, D3 и D4, на 2,5 м длиннее оптического пути от щели до D0. Это означает, что любая информация от холостого фотона получена примерно на 8нс позже, чем от запутанного с ним сигнального фотона.

Обнаружение холостого фотона с помощью D3 или D4 дает отложенную «информацию о пути», указывающую, прошел ли запутанный с ним сигнальный фотон щель A или B. С другой стороны, обнаружение холостого фотона с помощью D1 или D2 обеспечивает отложенное указание, что такая информация недоступна для его запутанного сигнального фотона. Ситуацию, когда информация о пути была ранее потенциально доступна от холостого фотона, называют «отложенным стиранием» такой информации.
Используя счетчик совпадений, экспериментаторы смогли изолировать запутанный сигнал от фотошума, записав только события, в которых были обнаружены как сигнальные, так и холостые фотоны (после компенсации задержки в 8нс). См рис. 3 и 4.
- Когда экспериментаторы смотрели на сигнальные фотоны, запутанные холостые пары которых были обнаружены в D1 или D2, они наблюдали интерференционные картины.
- Однако, когда они смотрели на сигнальные фотоны, чьи запутанные холостые пары были обнаружены в D3 или D4, они наблюдали простые дифракционные картины без интерференции.

### Значение
Этот результат аналогичен эксперименту с двумя щелями, поскольку интерференция наблюдается, когда неизвестно, из какой щели приходит фотон, и не наблюдается, когда путь известен.

Рисунок 5 Распределение сигнальных фотонов в D_{0} можно сравнить с распределением ламп на. Когда все лампочки горят, на рекламном щите не видно рисунка. Но его можно «восстановить», выключив некоторые лампочки. Точно также интерференционная картина или её отсутствие среди сигнальных фотонов в D_{0} может быть восстановлена только после «выключения» (или игнорирования) части сигнальных фотонов. Информацию о том, какие сигнальные фотоны следует игнорировать для восстановления диаграммы, можно получить, только взглянув на соответствующие запутанные холостые фотоны в детекторах D_{1}…D_{4}

Что делает этот эксперимент с какой-то точки зрения удивительным, так это то, что, в отличие от классического эксперимента с двумя щелями, выбор сохранения или стирания информации пути холостого фотона был сделан только через 8нс после того, как положение сигнального фотона уже зафиксировано при помощи D0.
Обнаружение сигнальных фотонов в D0 напрямую не дает никакой информации о пути. Обнаружение холостых фотонов в D3 или D4, которые предоставляют информацию о пути, означает, что в совместно обнаруженном подмножестве сигнальных фотонов в D0 не может наблюдаться никакой интерференционной картины. Аналогичным образом, обнаружение холостых фотонов в D1 или D2, которые не предоставляют информацию о пути, означает, что интерференционные картины могут наблюдаться в совместно обнаруженном подмножестве сигнальных фотонов в D0.
Другими словами, даже если холостой фотон не наблюдается до тех пор, пока из-за более короткого оптического пути через некоторое время его запутанный сигнальный фотон не достигнет D0, интерференция в D 0 определяются тем, обнаруживается ли запутанный с сигнальным фотоном холостой фотон в детекторе, который сохраняет информацию о пути (D3 или D4), или в детекторе, который стирает информацию о пути (D1 или D2).
Некоторые интерпретируют этот результат, как означающий, что отложенный выбор наблюдать или не наблюдать путь холостого фотона изменяет результат события в прошлом. Отметим, в частности, что интерференционная картина может быть выведена из наблюдения только после того, как были зафиксированы холостые фотоны (то есть в D1 или D2).
Суммарная картина всех сигнальных фотонов в D0, чьи запутанные холостые пары прошли на несколько разных детекторов, никогда не будет показывать интерференцию независимо от того, что происходит с холостыми фотонами. Можно понять, как это работает, взглянув на графики R01, R02, R03 и R04 и заметив, что пики R01 совпадают с впадинами R02 (то есть между двумя интерференционными полосами существует π-фазовый сдвиг). R03 показывает единственный максимум, так же как и R04, который экспериментально идентичен R03. Запутанные фотоны, отфильтрованные с помощью счетчика совпадений, смоделированы на рис. 5 для визуального представления доказательств, доступных из эксперимента. В D0 сумма всех коррелированных событий не будет давать интерференцию. Если бы все фотоны, которые достигают D0, были бы нанесены на один график, можно было бы увидеть только яркую центральную полосу.

## Последствия

### Ретропричинность
Эксперименты с отложенным выбором ставят вопросы о времени и временных последовательностях и тем самым ставят под вопрос наши обычные представления о времени и причинности. Если события в D1, D2, D3, D4 определяют результаты в D0, то эффект предшествует причине. Если бы холостые лучи света были значительно удлинены — так, чтобы прошел год, прежде чем фотон появится в D1, D2, D3 или D4, — то, когда фотон появится в одном из этих детекторов, это стало бы причиной появления сигнального фотона в определённом режиме годом ранее. Другими словами, знание будущей судьбы холостого фотона будет определять активность сигнального фотона в его собственном настоящем. Ни одна из этих идей не соответствует обычному человеческому ожиданию причинности. Однако знание будущего, которое могло бы быть скрытой переменной, было опровергнуто в экспериментах.
Эксперименты, включающие запутывание, показывают явления, которые могут заставить некоторых людей засомневаться в своих обычных представлениях о причинной последовательности. В квантовом ластике с отложенным выбором интерференционная картина будет формироваться в D0, даже если данные о пути, относящиеся к формирующим её фотонам, будут стерты после того, как сигнальные фотоны попадают на первичный детектор. Но недоумение вызывает не только эта особенность эксперимента; D0 может в принципе быть на одной стороне вселенной, а остальные четыре детектора могут быть «на другой стороне вселенной» друг относительно друга:197f.
Тем не менее, интерференционную картину можно наблюдать задним числом только после того, как были зафиксированы холостые фотоны, и экспериментатор получил о них информацию, и когда экспериментатор смотрит на определённые подмножества сигнальных фотонов, которые сопоставляются с прошедшими конкретные детекторы их холостыми парами:197.
Более того, очевидное обратное действие исчезает, если эффекты наблюдений за состоянием запутанного сигнального и холостого фотонов рассматриваются в их историческом порядке. В частности, в случае, когда обнаружение/удаление информации о каком-либо пути происходит перед обнаружением в D0, стандартное упрощенное объяснение гласит: «Детектор Di, в котором обнаружен холостой фотон, определяет распределение вероятности в D0 для сигнального фотона». Аналогичным образом, в случае, когда D0 предшествует обнаружению холостого фотона, следующее описание является точно таким же верным: «Положение в D0 детектируемого сигнального фотона определяет вероятности попадания холостого фотона в D1, D2, D3 или D4». Это просто эквивалентные способы формулирования корреляций наблюдаемых запутанных фотонов интуитивным причинно-следственным путем, поэтому можно выбрать любой из них (в частности, тот, где причина предшествует следствию и в объяснении нет ретроградного действия).
Общая картина сигнальных фотонов на первичном детекторе никогда не дает интерференции (см. Рис. 5), поэтому невозможно определить, что произойдет с холостыми фотонами, наблюдая только за сигнальными фотонами. Квантовый ластик с отложенным выбором не передает информацию ретро-причинно-следственной связью, потому что для сортировки наложенных данных в сигнальных фотонах на четыре потока, которые отражают состояния холостых фотонов на четырёх разных детекторах, требуется другой сигнал, который должен поступить с помощью процесса, который не может идти быстрее скорости света.
Фактически, теорема, доказанная Филиппом Эберхардом, показывает, что, если верны принятые уравнения релятивистской квантовой теории поля, должно быть невозможно экспериментально нарушить причинность, используя квантовые эффекты (См. ссылку для трактовки, подчеркивающей роль условных вероятностей.).
В дополнение к оспариванию наших здравых представлений о временной последовательности в причинно-следственных связях, этот эксперимент относится к числу тех, которые серьёзно атакуют наши представления о локальности, — идеи о том, что вещи не могут взаимодействовать, если они не находятся в контакте, будь то непосредственный физический контакт или, по крайней мере, путем взаимодействия через магнитные или другие явления, подобные полям:199.

### Против консенсуса
Несмотря на доказательства Эберхарда, некоторые физики предположили, что эти эксперименты могут быть изменены таким образом, чтобы это соответствовало предыдущим экспериментам, но могло бы допускать нарушения экспериментальной причинности.

## Другие эксперименты с квантовым ластиком с отложенным выбором
Было выполнено или предложено много уточнений и дополнений к эксперименту Кима и соавт. квантового ластика с отложенным выбором. Здесь приводится лишь небольшая выборка отчетов и предложений:
Scarcelli и соавт. (2007) сообщили об эксперименте с квантовым ластиком с отложенным выбором, основанном на схеме двухфотонной визуализации. После обнаружения фотона, прошедшего через двойную щель, был сделан случайный выбор с задержкой, чтобы стереть или оставить информацию о пути путем измерения его отдаленного запутанного двойника; затем одновременно регистрировалось корпускулярное и волновое поведению фотона только одним набором совместных детекторов.
Peruzzo и соавт. (2012) сообщили о квантовом эксперименте с отложенным выбором, основанном на квантово-управляемом светоделителе, в котором одновременно исследовалось поведение частиц и волн. Квантовая природа поведения фотона была проверена с помощью неравенства Белла, которое заменило отложенный выбор наблюдателя.
Резаи и соавт. (2018) объединили интерференцию Хонг — У — Манделя с квантовым ластиком с отложенным выбором. Они налагают несовместимые фотоны на светоделитель, так что невозможно наблюдать интерференционную картину. Когда выходные порты контролируются интегрированным способом (то есть подсчитывают все щелчки), никакой интерференции нет. Только когда выходящие фотоны подвергаются поляризационному анализу и выбирается правильное подмножество, возникает квантовая интерференция в форме провала Хонг — У — Манделя.
Создание твердотельных электронных интерферометров Маха-Цендера (MZI) привело к предложениям использовать их в электронных версиях экспериментов с квантовым ластиком. Это было бы достигнуто кулоновским соединением со вторым электронным MZI, действующим как детектор.
Также были исследованы запутанные пары нейтральных каонов, которые были признаны подходящими для исследований с использованием методов квантовой маркировки и квантового стирания.
Квантовый ластик был предложен с использованием модифицированной установки Штерна-Герлаха. В этом предложении нет необходимости в подсчете совпадений, и квантовое стирание достигается путем применения дополнительного магнитного поля Штерна-Герлаха.